# Lost Soul: The Doomed Journey of Richard Stanley's Island of Dr. Moreau
Lost Soul: The Doomed Journey of Richard Stanley’s Island of Dr. Moreau és una pel·lícula documental estatunidenca de 2014 dirigida per David Gregory. La pel·lícula es va estrenar al London FrightFest Film Festival el 24 d'agost de 2014 i cobreix les experiències de Richard Stanley mentre va concebre i desenvolupar el projecte, així com la seva etapa com a director de la pel·lícula de 1996 L'illa del Dr. Moreau i les conseqüències de la seva marxa i l'efecte que va tenir en el repartiment, l'equip i la pel·lícula en general.

## Argument
A Lost Soul Gregory fa una ullada al rodatge de L'illa del Dr. Moreau, concretament el període que el director Richard Stanley va dedicar al projecte. Stanley es va incorporar al projecte aviat, però va ser acomiadat només uns dies després que comencés la fotografia principal i va ser substituït per John Frankenheimer. El documental analitza la visió de Stanley per a la pel·lícula, ja que havia passat anys treballant en el guió de la pel·lícula i tenia la intenció que Bruce Willis protagonitzés el paper d'Edward Douglas, un paper que després va ser donat a David Thewlis. Lost Soul inclou entrevistes a diverses persones implicades en la producció de la pel·lícula i se centra en diversos aspectes de la pel·lícula, inclosos nombrosos canvis al guió i les dificultats amb què van haver d'enfrontar els membres del repartiment i de la tripulació al plató.

## Repartiment
- Fairuza Balk
- Hugh Dickson
- Oli Dickson
- Peter Elliott
- Bruce Fuller
- Michael Gingold
- David Grasso Jr.
- Marco Hofschneider
- David Hudson
- Graham Humphreys
- Kier-La Janisse
- Paul Katte
- Fiona Mahl
- Rob Morrow
- Emile Nicolaou
- Edward R. Pressman
- James Sbardellati
- Robert Shaye
- Richard Stanley
- Tim Sullivan
- David Thewlis
- Val Kilmer

## Recepció
La recepció de la crítica per Lost Soul ha estat positiva i la pel·lícula ha rebut elogis de Nerdly i Shock Till You Drop,amb aquest últim que el descriu com una "visió obligatòria". IGN va valorar favorablement Lost Soul i el va resumir com "una realització de documentals sense cap restricció que demostra realment aquest fet. és més estrany que la ficció".

## Llançament
La pel·lícula es va estrenar com a part del London FrightFest Film Festival el 24 d'agost de 2014. La pel·lícula es va projectar a la Horrorthon 2014 de l'IFI a Dublín, Irlanda. Als Estats Units es va estrenar en un projecció limitada el febrer de 2015, amb inici a Austin, Texas el 25 de febrer i finalitzar el 30 de març a Scottsdale (Arizona). També va formar part de Phoenix International Horror & Festival de cinema de ciència-ficció i fou projectat el 30 de març del mateix any al Harkins Scottsdale 101 Theatre d'Arizona.

## Premis
Fou exhibida al XLVIII Festival Internacional de Cinema Fantàstic de Catalunya, on va rebre el premi a la millor pel·lícula la secció Fantàstic Panorama.